# Karavan smerti
Karavan smerti (Караван смерти) è un film del 1991 diretto da Ivan Ivanovič Solovov.

## Trama
Un gruppo di mujahideen afghani sta pianificando un diversivo. Hanno tra le mani due ragazze che costringono a essere conduttrici. Distruggono il distaccamento del confine russo. Solo il guardiamarina Maryin è sopravvissuto. Lui solo deve prevenire la diversione.